# Luigi-Pellarini-Hütte
Die Luigi-Pellarini-Hütte (italienisch Rifugio Luigi Pellarini) befindet sich in der Jof-Fuart-Gruppe (Wischberge) der Julischen Alpen auf 1499 m s.l.m. Höhe, in der Gemeinde von Tarvis. Die auf der Nordseite des 2666 m hohen Jof Fuart gelegene kleine Hütte wird von Mitte Juni bis Mitte September bewirtschaftet.

## Geschichte
Die Luigi-Pellarini-Hütte wurde 1924 von der Sektion Triest des CAI errichtet und nach einem im Ersten Weltkrieg gefallenen Mitglied Luigi Pellarini benannt. Sie hatte sofort großen Erfolg, weshalb sie 1930 um einen Vorbau vergrößert wurde. 1931 wurde versuchsweise ein Hotelservice eröffnet, der von den Alpinisten geschätzt wurde. Nach weiteren Modernisierungen wurde 1959 die neue, vom Präsidenten der Alpinen Gruppe, Carlo Chersi, entworfene Version der Schutzhütte eröffnet. Das Erdbeben von Friaul 1976 verursachte großen Schaden und führte schließlich zur vorübergehenden Schließung der Berghütte.
1988 wurde der Plan für die heutige Hütte eingereicht und im Einklang mit den heutigen Regeln und Gästewünschen verwirklicht. Seit der zweiten Hälfte der 1990er Jahre ist sie wieder in Betrieb.

## Zugänge
- Von Valbruna (807 m) in einer Gehzeit von 2 Stunden.

## Übergänge zu Nachbarhütten
- Zur Corsihütte über die Großelendscharte in einer Gehzeit von 4 Stunden.
- Zum Rifugio Fratelli Grego in einer Gehzeit vom 3 Stunden.
- Luschariberg (Monte Lussari), Gemeinde Camporosso (Tarvisio), über den Sattel und den Prasnig (CAI-Pfad 617) in einer Gehzeit von 3 Stunden.

## Gipfelbesteigungen
- Grande Nabois (2313 m) über den Nabois-Sattel in einer Gehzeit von 2¼ Stunden.
- Jof-Fuart (2666 m) über die Nordostschlucht, Kletterpfad im Schwierigkeitsgrad III-IV, Gehzeit: 4 Stunden.